# Suzhou ICC
 (décembre 2022).
Si vous disposez d'ouvrages ou d'articles de référence ou si vous connaissez des sites web de qualité traitant du thème abordé ici, merci de compléter l'article en donnant les références utiles à sa vérifiabilité et en les liant à la section « Notes et références ».
Le Suzhou ICC est un gratte-ciel de 303 mètres en construction à Suzhou en Chine. Son achèvement est prévu pour 2022. 